# Lucius Neratius Proculus
Lucius Neratius Proculus war ein römischer Senator des 2. Jahrhunderts n. Chr.
Seine Laufbahn (cursus honorum) ist aus einer Inschrift bekannt, die in Saepinum in Samnium, der Heimat der Familie der Neratii, gefunden wurde. Danach war Neratius Proculus Decemviri stlitibus iudicandis, Militärtribun der Legionen VII Gemina und VIII Augusta, Quästor, plebeischer Ädil, Prätor und Kommandeur (Legatus legionis) der Legio XVI Flavia Firma. Anschließend führte er auf Befehl des Kaisers Antoninus Pius abkommandierte Einheiten (vexillationes) für einen Partherkrieg nach Syrien, war Präfekt des Aerarium militare und schließlich Konsul (als Suffektkonsul).
Weil in der Inschrift Antoninus Pius nicht als divus bezeichnet wird, ging man bisher davon aus, dass die Inschrift noch zu Lebzeiten dieses Kaisers aufgestellt wurde (zum divus wurde man erst postum erhoben) und das Konsulat des Neratius Priscus daher nicht später als 161 gewesen sein könne; die meisten Wissenschaftler vermuteten die Jahre 144 oder 145. Da die in der Inschrift erwähnte Truppenverlegung an die Partherfront vorher erfolgt sein muss, nahm man an, es sei um 140 zu Spannungen zwischen Rom und der benachbarten Großmacht gekommen, ohne dass ein Krieg ausgebrochen sei.
Ein neu gefundenes Militärdiplom zeigt aber, dass Neratius Proculus höchstwahrscheinlich erst während der gemeinsamen Herrschaft von Mark Aurel und Lucius Verus zwischen 161 und 169 Suffektkonsul war. Seine Mission anlässlich eines Kriegs gegen die Parther belegt daher nicht, wie bisher angenommen, sonst unbekannte parthisch-römische Spannungen während der frühen Regierungsjahre des Antoninus Pius, sondern gehört an das Ende der Herrschaft dieses Kaisers, als der unter Mark Aurel ausbrechende römisch-parthische Krieg sich bereits abzeichnete: Proculus dürfte um 159/160 Verstärkungen an die Ostgrenze geführt haben; damit kann die von der älteren Forschung oft vertretene Ansicht, der Krieg sei nach dem Tod des Antoninus 161 für die Römer völlig überraschend ausgebrochen, als widerlegt gelten.